# Лас Анимас
 Тази статия е за града в САЩ.  За окръга вижте Лас Анимас (окръг).  
Лас Анимас (на английски: Las Animas) е град в окръг Бент, щата Колорадо, САЩ. Лас Анимас е с население от 2758 жители (2000) и обща площ от 3,3 km². Намира се на 1188 m надморска височина. ЗИП кодът му е 81054, а телефонният му код е 719.